# Concierto para fagot (Weber)
El Concierto para fagot en fa mayor, Op. 75 (J. 127) de Carl Maria von Weber, op. 75 (J. 127) fue compuesto en 1811 para un músico de la corte de Múnich Georg Friedrich Brandt, y luego revisada en 1822. Primeramente director de ópera y compositor, Weber había llegado solamente unos meses antes a Munich, donde fue muy bien recibido. El concierto es una de las dos piezas escritas para fagot por Weber, el otro es Andante et Rondo Ungarese, Op. 35 (J. 158). Tiene una duración aproximada de 18-20 minutos.

## Instrumentación
El concierto está compuesto para fagot solista y una orquesta formada por dos flautas, dos oboes, dos trompas, dos fagotes, dos trompetas, timbales y cuerdas.

## Significado
Este concierto y el concierto de Mozart para fagot son las dos obras más a menudo tocadas en el repertorio para fagot. William Waterhouse afirma, «El concierto para fagot de Weber ocupa el segundo lugar en importancia después del de Mozart». Los conciertos de Mozart y Weber estaban en el repertorio usado para las “audiciones exámenes” en el Conservatorio de París, junto con obras más recientes de compositores franceses.

## Historia
En febrero de 1811, Weber se embarcó en una gira internacional de conciertos que iba a incluir ciudades como Munich, Praga, Dresde, Berlín, Copenhague y San Petersburgo. Era el 14 de marzo cuando llegó a Munich, la primera ciudad de la gira. Allí compuso el Concertino Op. 26 (J. 109) para Heinrich Bärmann, un clarinetista virtuoso muy respetado en la orquesta de la corte de Múnich, que se convertiría en un amigo para toda la vida. El Concertino era muy popular, lo que causó que Maximiliano I, el rey de Baviera, encargara de inmediato a la comisión de Weber dos conciertos completos para clarinete (N.º 1 en fa menor, Op 73:. J. 114 y n.º 2 en mi bemol mayor, Op 74:. J. 118). Muchos músicos de la orquesta de la corte rogaron a Weber que les escribiera conciertos para ellos también, pero el único que lo convenció fue el fagotista Georg Friedrich Brandt. Un estudiante del famoso solista Georg Wenzel Ritter (fagotista favorito de Mozart), Brandt convenció al rey para que le encargaran a Weber un concierto para fagot.
El concierto fue escrito del 14 al 27 de noviembre de 1811. Brandt tocó el estreno en el Teatro Nacional de Múnich el 28 de diciembre de 1811, pero Weber ya había ido a Suiza, el próximo destino en su gira de conciertos. Brandt tuvo la oportunidad de tocar el concierto tres ocasiones más, en Viena (27 de diciembre de 1812), Praga (19 de febrero de 1813), y Ludwigslust (21 de marzo de 1817). Weber pudo asistir al concierto en Praga, y antes de que enviara el concierto a la editorial Schlesinger (en Berlín)en 1822, hizo las revisiones como resultado de esta escucha. Alrededor de 40 años después de la publicación de 1823, Schlesinger lanzó una edición muy editada para fagot y piano, que oscurece la composición con nuevas articulaciones, notas alteradas, añadiendo dinámicas y erratas. El fagotista y pedagogo William Waterhouse escribió un artículo académico en 1986 comparando todas las ediciones y detallando los cambios que hizo Weber en su revisión de 1822, y luego Waterhouse editó la edición Urtext en 1990, la cual saco de nuevo a la luz las ideas originales del autor.
De acuerdo con John Warrack, en el título de la primera copia impresa se lee "Primo Concerto," pero no hay segundo concierto, a menos que se cuente el Andante et Rondo Ungarese, que fue escrito originalmente para viola.

## Movimientos
El concierto consta de 3 movimientos según el patrón estándar de rápido-lento-rápido.

### I. Allegro ma non troppo
En tonalidad de Fa mayor, este primer movimiento tiene la forma de sonata clásica (también conocida como primera forma de movimiento) y compás de 4/4. Comienza con una introducción tutti orquestal, en la que aparecen fragmentos del primer tema y la mayor parte del segundo tema. El lenguaje armónico del compositor es simple, centrándose en gran medida en dominantes y tónicas. Weber era principalmente un compositor y director de orquesta de ópera, por lo que tenía gusto por lo teatral, lo cual utilizó para introducir a la orquesta como solista. Al final de la introducción de la orquesta, toca cinco tiempos de cadencia, mientras que crea un crescendo masivo de piano a fortissimo, acabando en un acorde de séptima de dominante, entonces se retira, dejando al timbal solista tocando la tónica Fa en un pianissimo, creando lo que Waterhouse llama "esperanza teatral." El fagot entra triunfalmente con una primera declaración militarista del primer tema del movimiento. Esta sensación de drama es un rasgo de composición a menudo asociada con Weber.

El talento de Weber para la caracterización se adapta bien a una pieza con el fagot. El fagot es capaz de abarcar una amplia gama de personajes y emociones, y en su concierto Weber las captura todas. Mientras que el primer tema es arrogante y triunfal (ayudado por el ritmo de puntos), el segundo tema es tranquilo y reflexivo. Cambios de humor Mercurial impregnan el
movimiento, con marcas de brillante, dolce, con fuoco, dolce otra vez, y brillante para el final dramático. Friedrich Wilhelm Jahns, el hombre que cataloga todas las obras conocidas de Weber (que nos da los números de J, además de números de la obra), establece en su catálogo que las cualidades evocadas en este movimiento son la seriedad, dignidad y poder.

Weber usa cualquier técnica que pueda aumentar el drama y mostrar el virtuosismo del solista; alterna rápidamente entre las notas en registros muy bajos y muy altos, y justo antes de los arpegios llamativos, escalas y trinos que conducen a la cadencia final, el fagot asciende dramáticamente a un alto D (D5, la nota más alta que un fagot podía alcanzar. El fagot moderno puede tocar más alto, pero con gran esfuerzo.

El tema de lo clásico frente a estilos románticos debe abordarse. Edward J. Dent en su artículo titulado "El espíritu romántico en la música", expresa la opinión de que, "Todos debemos estar de acuerdo en que Weber es el primero de los grandes románticos." Independientemente de si uno está de acuerdo o no con Dent, si Weber es un compositor romántico, ¿Por qué entonces utiliza formas clásicas para los dos conciertos para clarinete y el concierto para fagot? La respuesta, según Juan Warrack, es que Weber pensó que era mejor evitar la innovación en estas comisiones reales, pensando "eficacia dentro de las formas entendidas un pasaporte más seguro para el éxito." A Weber en realidad no le gustaba y luchó con la forma sonata, encontró un límite en su creatividad en lugar de un conducto a través del cual su creatividad podría fluir. Sus primeros movimientos tienden a no coincidir con los otros dos, probablemente porque temía escribirlos y, a menudo los componía tarde. Warrack encuentra la siguiente diferencia entre Ludwig van Beethoven y el tratamiento de Weber de la forma sonata:
Beethoven hizo, desde la Sinfonía Heroica hasta los últimos cuartetos, infinitamente variada la expresión de un nuevo movimiento del espíritu humano, sonata era para él la herencia natural, la fuente de la que el vasto río de su invento podría beber. Con Weber inmediatamente sentimos la falta de creencia en la forma.
A Weber le disgustaban los ciclos de sonata estándar, y de ahí que a veces omita el primer movimiento por completo. Esta es la forma en Warrack explica la forma aparentemente impar de Andante e Rondo Ungarese: el Andante y Rondo son el attacca del segundo y tercer movimientos de un concierto sin primer movimiento. Una explicación más probable para su forma de trabajar es que Weber siguió la forma cabaletta que era tan habitual en las arias de la época. Quizás esta forma menos rígida lento-rápido fue mejor aceptada por el espíritu romántico de Weber.

### II. Adagio
Lirismo operístico satura este movimiento, que se encuentra en la subdominante, si bemol mayor, y en 3/8. Compuesto primero, el movimiento lento recuerda fuertemente a la ópera italiana. Sobre el Adagio, Waterhouse dice: "El ambiente teatral es mantenido por una cantilena casi operística, que debe compararse con ciertas arias de soprano lenta de sus óperas." La melodía fácilmente podría ser cantada y es sin duda una de las más bellas melodías escritas para fagot solista. Característico del estilo compositivo de Weber, en general, es el uso frecuente de la apoyatura. De acuerdo con Dent, esta es uno de los "dos gestos favoritos," de Weber, el otro es el ritmo de puntos que aparece fuertemente en el primer movimiento. La apoyatura comenzó como un matiz para expresar gran emoción al cantar. Weber también era experto en la experimentación con el timbre y el color en su orquestación. En una sección central de este movimiento, el fagot solista juega con una textura a tres partes con dos trompas, siendo el sonido inusual, pero llamativo. El movimiento termina con la cadenza de la obra, que es decididamente operística y que Weber escribió.

### III. Rondo: Allegro
El movimiento final vuelve a fa mayor y es un rondó alegre en compás de 2/4. El tema principal es travieso y pegadizo, lo que hace que sea fácil de identificar cuando aparece muchas veces más adelante en el movimiento. Volvemos a los cambios de humor mercurial del primer movimiento, alternando secciones dolce y con fuoco como antes, pero con las nuevas marcas espressivo y scherzando también. Tal vez el momento más interesante es la transición antes de la tercera aparición del tema de apertura. De este lugar, Waterhouse señala que "los dispositivos tales como aumento, la fragmentación, [e] indecisión hacen de esta vuelta al tema principal quizá, la sección más ingeniosa de toda la obra." Al final de la pieza después de la declaración final del tema, el fagotista se involucra en una serie de escalas y arpegios, mostrando uno de los finales más llamativos y más virtuosos del repertorio para fagot.